# José Giacopini Zárraga

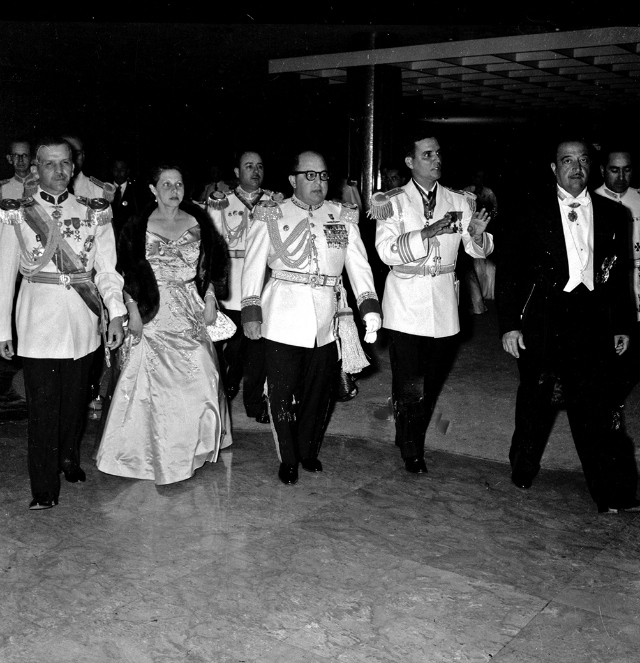
De izquierda a derechaː Marcos Pérez Jiménez, Wolfgang Larrazábal y José Giacoppini.

José Antonio Giacopini Zárraga (Caracas, Venezuela, 4 de septiembre de 1915 - Caracas, Venezuela, 11 de noviembre de 2005) fue un político venezolano, constituyentista de la Asamblea Nacional Constituyente y posteriormente secretario de la Junta Revolucionaria de Gobierno presidida por Rómulo Betancourt y ministro de Hacienda de Marcos Pérez Jiménez.

## Biografía
En 1945 conspiró contra el presidente Isaías Medina Angarita, aunque sin llegar a rebelarse en el golpe de Estado de ese año. En 1946 fue electo miembro independiente de la Asamblea Nacional Constituyente por el estado Miranda y posteriormente encargado de la Secretaría de la Junta Provisional de Gobierno en 1948.
Después de esto fue consejero petrolero de la dictadura militar, siendo considerado uno de los artífices de la política de apertura petrolera en esa época, y traduciendo al árabe los textos petroleros de la legislación venezolana. Fue ministro de Hacienda de Marcos Pérez Jiménez en 1958 hasta su caída. Continuó su trabajo en el campo petrolero como asesor de la presidencia de Petróleos de Venezuela (Pdvsa) tras la llegada de la democracia.